# فردریک چائو
فردریک چائو (به انگلیسی: Frédéric Chau) (زاده ۶ ژوئن ۱۹۷۷) بازیگر ویتنامی-فرانسوی است.
از کارهای معروف او می‌توان به بازی در فیلم عروسی‌های سریال و مترجمان اشاره کرد.